# گیسلین لندری
گیسلین لندری (انگلیسی: Ghislaine Landry؛ زادهٔ ۲۷ آوریل ۱۹۸۸) ورزشکار راگبی ۷ نفره اهل کانادا است.
وی در مسابقات کشوری و بین‌المللی در مجموع برندهٔ ۱ مدال طلا، ۱ مدال نقره، ۱ مدال برنز شده‌است.